# Comuna Olesk, Liuboml
Olesk (în ucraineană О́леськ) este o comună în raionul Liuboml, regiunea Volînia, Ucraina, formată din satele Hlîneanka și Olesk (reședința).

## Demografie
Componența lingvistică a satului Olesk
     Ucraineană (99,08%)
     Alte limbi (0,83%)
Conform recensământului din 2001, majoritatea populației satului Olesk era vorbitoare de ucraineană (99,08%), existând în minoritate și vorbitori de alte limbi.